# جورجه میلیچ
جورجه میلیچ (سیریلیک صربی: Ђopђe Mилић؛ زادهٔ ۲۷ اکتبر ۱۹۴۳) بازیکن سابق یوگسلاو و مربی فوتبال اهل صربستان است.
از باشگاه‌هایی که در آن بازی کرده‌است می‌توان به باشگاه فوتبال بشیکتاش، باشگاه فوتبال وویوودینا، باشگاه فوتبال آدانااسپور، باشگاه فوتبال ستاره سرخ بلگراد، و باشگاه فوتبال اوترخت اشاره کرد.
وی همچنین در تیم ملی فوتبال یوگسلاوی بازی کرده‌است.